# Nova čaršija u Tuzli
Nova čaršija u Tuzli, poslovno-uslužni dio (čaršija) i prostorno-teritorijalna cjelina koja se osobito razvila u dobu kraja osmanskog vremena i koja se razvila u Austro-Ugarskoj, tj. druga polovica 19. i početak 20. stoljeća. Prostor na kojem se razvila je kod Poljske kapije utvrde Palanke (iza nje je Stara Čaršija) i Turali-begove mahale. Uz poslovne imala je i niz stambenih objekata.